# Амажари
Амажари (порт. Amajari)  —  муниципалитет в Бразилии, входит в штат Рорайма. Составная часть мезорегиона Север штата Рорайма. Входит в экономико-статистический  микрорегион Боа-Виста. Население составляет 9 327 человек на 2010 год. Занимает площадь 28 472,31 км². Плотность населения — 0,33 чел./км².

## История
Город основан в 1995 году.

## Границы
Муниципалитет граничит:
- на севере —  Венесуэла
- на востоке —  муниципалитет Пакарайма
- на юго-востоке —  муниципалитет Боа-Виста
- на юге —  муниципалитет Алту-Алегри
- на западе —  Венесуэла

## Демография
Согласно сведениям, собранным в ходе переписи 2010 г. Национальным институтом географии и статистики (IBGE), население муниципалитета составляет:
| Полное население                               | Полное население                               | Полное население                               | Полное население                               | 9 327 |
| ---------------------------------------------- | ---------------------------------------------- | ---------------------------------------------- | ---------------------------------------------- | ----- |
| в том числе:                                   | Городское население                            | 1 219                                          | Процент городского населения, %                | 13,07 |
|                                                | Сельское население                             | 8 108                                          | Процент сельского населения, %                 | 86,93 |
|                                                | Мужское население                              | 4 992                                          | Процент мужского населения, %                  | 53,52 |
|                                                | Женское население                              | 4 335                                          | Процент женского населения, %                  | 46,48 |
| Плотность населения, чел/км²                   | Плотность населения, чел/км²                   | Плотность населения, чел/км²                   | Плотность населения, чел/км²                   | 0,33  |
| Население муниципалитета в % к населению штата | Население муниципалитета в % к населению штата | Население муниципалитета в % к населению штата | Население муниципалитета в % к населению штата | 2,07  |

## Важнейшие населенные пункты
| №  | Населённый пункт | Населённый пункт (порт.) | Категория         | Население чел. (2010) (место среди н.п. штата) | На карте                       |
| -- | ---------------- | ------------------------ | ----------------- | ---------------------------------------------- | ------------------------------ |
| 1  | Амажари          | Amajari                  | город             | 1 219 (16)                                     | 3°39′08″ с. ш. 61°25′10″ з. д. |
| 2  | Трайран          | Trairão                  | индейская деревня | 693 (23)                                       | 3°38′00″ с. ш. 61°51′33″ з. д. |
| 3  | Ауарис           | Auaris                   | индейская деревня | 662 (28)                                       | 4°00′18″ с. ш. 64°29′46″ з. д. |
| 4  | Трес-Корасойнс   | Três Corações            | поселок           | 582 (33)                                       | 3°38′48″ с. ш. 60°58′35″ з. д. |
| 5  | Араса            | Araçá                    | индейская деревня | 303 (55)                                       | 3°35′11″ с. ш. 61°06′51″ з. д. |
| 6  | Гуариба          | Guariba                  | индейская деревня | 237 (65)                                       | 3°36′46″ с. ш. 61°11′38″ з. д. |
| 7  | Анингал          | Aningal                  | индейская деревня | 208 (71)                                       | 3°27′16″ с. ш. 61°23′14″ з. д. |
| 8  | Мангейра         | Mangueira                | индейская деревня | 132 (91)                                       | 3°39′11″ с. ш. 61°05′08″ з. д. |
| 9  | Тепекен          | Tepequem                 | поселок           | 116 (96)                                       | 3°46′50″ с. ш. 61°44′03″ з. д. |
| 10 | Мутамба          | Mutamba                  | индейская деревня | 109 (99)                                       | 3°37′22″ с. ш. 61°02′53″ з. д. |
| 11 | Оуру             | Ouro                     | индейская деревня | 106 (102)                                      | 3°29′42″ с. ш. 60°40′35″ з. д. |

## Статистика
- Валовой внутренний продукт на 2004 составляет 21.765.000,00 реалов (данные: Бразильский институт географии и статистики).
- Валовой внутренний продукт на душу населения на 2004 составляет 3.643,00 реалов (данные: Бразильский институт географии и статистики).
- Индекс развития человеческого потенциала на 2000 составляет 0,654 (данные: Программа развития ООН).

## География
Климат местности: экваториальный.